# سفارة أذربيجان في مصر
سفارة أذربيجان في مصر هي أرفع تمثيل دبلوماسي لدولة أذربيجان لدى مصر. تقع السفارة في القاهرة وهي تهدف لتعزيز المصالح الأذربيجانية في مصر.

## وصلات خارجية
- قائمة سفارات أذربيجان
- قائمة السفارات في مصر